# Collegio di Orkney and Shetland
Orkney and Shetland è un collegio elettorale della Camera dei comuni del Parlamento del Regno Unito. Elegge un membro del Parlamento con il sistema maggioritario a turno unico. Nel Parlamento scozzese, Orcadi e Shetland costituiscono due collegi separati. Il collegio era storicamente conosciuto come Orkney and Zetland (nome alternativo per le Shetland).

## Estensione
Il collegio è costituito da due gruppi di isole, le Orcadi e le Shetland e una circoscrizione con questo nome esiste continuativamente dal 1708. Tuttavia, prima del 1918, la città di Kirkwall (la capitale delle Orcadi) era parte del collegio Northern Burghs.
Il collegio è una delle cinque "circoscrizioni protette", che quindi sono esenti dai requisiti di popolazione a cui sono invece sottoposti tutti gli altri collegi; gli altri collegi protetti sono Na h-Eileanan an Iar, Ynys Môn, Isle of Wight East e Isle of Wight West. Il collegio contiene le aree dell'Orkney Islands Council e del Shetland Islands Council. Prima del 2011 Orkney and Shetland costituiva un caso unico in quanto i suoi confini erano protetti da una legge.
Il collegio Orkney and Shetland ha l'elettorato più piccolo di tutti gli altri del Parlamento del Regno Unito, dopo Na h-Eileanan an Iar.

## Membri del parlamento
| Elezione | Elezione                         | Deputato                       | Partito               |
| -------- | -------------------------------- | ------------------------------ | --------------------- |
|          | 1707                             | Sir Alexander Douglas          |                       |
| 1710     | George Douglas                   |                                |                       |
| 1715     | James Moodie                     |                                |                       |
| 1722     | George Douglas                   |                                |                       |
| 1730     | Robert Douglas                   |                                |                       |
| 1747     | James Halyburton                 |                                |                       |
| 1754     | James Douglas                    |                                |                       |
| 1768     | Thomas Dundas I                  |                                |                       |
| 1771     | Thomas Dundas II                 |                                |                       |
| 1780     | Robert Baikie                    |                                |                       |
| 1781     | Charles Dundas                   |                                |                       |
| 1784     | Thomas Dundas II                 |                                |                       |
| 1790     | John Balfour                     |                                |                       |
| 1796     | Capt. Robert Honyman I           |                                |                       |
| 1806     | Col. Robert Honyman II           |                                |                       |
| 1807     | Malcolm Laing                    |                                |                       |
| 1812     | Richard Bempde Johnstone Honyman |                                |                       |
|          | 1818                             | George Heneage Lawrence Dundas | Whigs                 |
|          | 1820                             | John Balfour                   |                       |
|          | 1826                             | George Heneage Lawrence Dundas | Whigs                 |
| 1830     | George Traill                    |                                | Whigs                 |
|          | 1835                             | Thomas Balfour                 | Tory                  |
|          | 1837                             | Frederick Dundas               | Liberale              |
| 1847     | Arthur Anderson                  |                                | Liberale              |
| 1852     | Frederick Dundas                 |                                | Liberale              |
| 1873 (S) | Samuel Laing                     |                                | Liberale              |
| 1885     | Leonard Lyell                    |                                | Liberale              |
|          | 1900                             | Cathcart Wason                 | Liberale Unionista    |
|          | 1902 (S)                         | Cathcart Wason                 | Indipendente Liberale |
|          | 1906                             | Cathcart Wason                 | Liberale              |
|          | 1918                             | Cathcart Wason                 | Coalizione Liberale   |
| 1921 (S) | Malcolm Smith                    |                                | Coalizione Liberale   |
|          | 1922                             | Robert Hamilton                | Liberale              |
|          | 1935                             | Basil Neven-Spence             | Conservatore          |
|          | 1950                             | Jo Grimond                     | Liberale              |
| 1983     | Jim Wallace                      |                                | Liberale              |
|          | Jim Wallace                      | 1988                           | Liberal Democratici   |
| 2001     | Alistair Carmichael              |                                | Liberal Democratici   |

## Risultati elettorali

### Elezioni negli anni 2020
| Partito                    | Partito                              | Candidato                  | Risultati 4 luglio 2024 | Risultati 4 luglio 2024 |
| Partito                    | Partito                              | Candidato                  | Voti                    | %                       |
| -------------------------- | ------------------------------------ | -------------------------- | ----------------------- | ----------------------- |
|                            | Lib Dem                              | Alistair Carmichael        | 11 392                  | 55,07                   |
|                            | SNP                                  | Robert Leslie              | 3 585                   | 17,33                   |
|                            | Verdi                                | Alex Armitage              | 2 046                   | 9,89                    |
|                            | Reform UK                            | Robert Smith               | 1 586                   | 7,67                    |
|                            | Laburista                            | Conor Savage               | 1 493                   | 7,22                    |
|                            | Conservatore                         | Shane Painter              | 586                     | 2,83                    |
|                            |                                      |                            |                         |                         |
| Iscritti                   | Iscritti                             | Iscritti                   | 34 251                  | 100,00                  |
| ↳ Votanti (% su iscritti)  | ↳ Votanti (% su iscritti)            | ↳ Votanti (% su iscritti)  | 20 688                  | 60,40                   |
| ↳ Astenuti (% su iscritti) | ↳ Astenuti (% su iscritti)           | ↳ Astenuti (% su iscritti) | 13 563                  | 39,60                   |
|                            |                                      |                            |                         |                         |
|                            | Esito: collegio confermato a Lib Dem |                            |                         |                         |

### Elezioni negli anni 2010
| Partito                    | Partito                              | Candidato                  | Risultati 12 dicembre 2019 | Risultati 12 dicembre 2019 |
| Partito                    | Partito                              | Candidato                  | Voti                       | %                          |
| -------------------------- | ------------------------------------ | -------------------------- | -------------------------- | -------------------------- |
|                            | Lib Dem                              | Alistair Carmichael        | 10 381                     | 44,82                      |
|                            | SNP                                  | Robert Leslie              | 7 874                      | 34,00                      |
|                            | Conservatore                         | Jenny Fairbairn            | 2 287                      | 9,87                       |
|                            | Laburista                            | Coilla Drake               | 1 550                      | 6,69                       |
|                            | Brexit                               | Robert Smith               | 900                        | 3,89                       |
|                            | Indipendente                         | David Barnard              | 168                        | 0,73                       |
|                            |                                      |                            |                            |                            |
| Iscritti                   | Iscritti                             | Iscritti                   | 34 209                     | 100,00                     |
| ↳ Votanti (% su iscritti)  | ↳ Votanti (% su iscritti)            | ↳ Votanti (% su iscritti)  | 23 160                     | 67,70                      |
| ↳ Astenuti (% su iscritti) | ↳ Astenuti (% su iscritti)           | ↳ Astenuti (% su iscritti) | 11 049                     | 32,30                      |
|                            |                                      |                            |                            |                            |
|                            | Esito: collegio confermato a Lib Dem |                            |                            |                            |

| Partito                    | Partito                              | Candidato                  | Risultati 8 giugno 2017 | Risultati 8 giugno 2017 |
| Partito                    | Partito                              | Candidato                  | Voti                    | %                       |
| -------------------------- | ------------------------------------ | -------------------------- | ----------------------- | ----------------------- |
|                            | Lib Dem                              | Alistair Carmichael        | 11 312                  | 48,60                   |
|                            | SNP                                  | Miriam Brett               | 6 749                   | 28,99                   |
|                            | Laburista                            | Robina Barton              | 2 664                   | 11,44                   |
|                            | Conservatore                         | Jamie Halcro-Johnston      | 2 024                   | 8,70                    |
|                            | UKIP                                 | Robert Smith               | 283                     | 1,22                    |
|                            | Indipendente                         | Stuart Hill                | 245                     | 1,05                    |
|                            |                                      |                            |                         |                         |
| Iscritti                   | Iscritti                             | Iscritti                   | 34 180                  | 100,00                  |
| ↳ Votanti (% su iscritti)  | ↳ Votanti (% su iscritti)            | ↳ Votanti (% su iscritti)  | 23 277                  | 68,10                   |
| ↳ Astenuti (% su iscritti) | ↳ Astenuti (% su iscritti)           | ↳ Astenuti (% su iscritti) | 10 903                  | 31,90                   |
|                            |                                      |                            |                         |                         |
|                            | Esito: collegio confermato a Lib Dem |                            |                         |                         |

| Partito                    | Partito                              | Candidato                  | Risultati 7 maggio 2015 | Risultati 7 maggio 2015 |
| Partito                    | Partito                              | Candidato                  | Voti                    | %                       |
| -------------------------- | ------------------------------------ | -------------------------- | ----------------------- | ----------------------- |
|                            | Lib Dem                              | Alistair Carmichael        | 9 407                   | 41,39                   |
|                            | SNP                                  | Danus Skene                | 8 590                   | 37,79                   |
|                            | Conservatore                         | Donald Cameron             | 2 025                   | 8,91                    |
|                            | Laburista                            | Gerry McGarvey             | 1 624                   | 7,15                    |
|                            | UKIP                                 | Robert Smith               | 1 082                   | 4,76                    |
|                            |                                      |                            |                         |                         |
| Iscritti                   | Iscritti                             | Iscritti                   | 34 541                  | 100,00                  |
| ↳ Votanti (% su iscritti)  | ↳ Votanti (% su iscritti)            | ↳ Votanti (% su iscritti)  | 22 728                  | 65,80                   |
| ↳ Astenuti (% su iscritti) | ↳ Astenuti (% su iscritti)           | ↳ Astenuti (% su iscritti) | 11 813                  | 34,20                   |
|                            |                                      |                            |                         |                         |
|                            | Esito: collegio confermato a Lib Dem |                            |                         |                         |

| Partito                    | Partito                              | Candidato                  | Risultati 6 maggio 2010 | Risultati 6 maggio 2010 |
| Partito                    | Partito                              | Candidato                  | Voti                    | %                       |
| -------------------------- | ------------------------------------ | -------------------------- | ----------------------- | ----------------------- |
|                            | Lib Dem                              | Alistair Carmichael        | 11 989                  | 61,97                   |
|                            | Laburista                            | Mark Cooper                | 2 061                   | 10,65                   |
|                            | SNP                                  | John Mowat                 | 2 042                   | 10,56                   |
|                            | Conservatore                         | Frank Nairn                | 2 032                   | 10,50                   |
|                            | UKIP                                 | Robert Smith               | 1 222                   | 6,32                    |
|                            |                                      |                            |                         |                         |
| Iscritti                   | Iscritti                             | Iscritti                   | 33 070                  | 100,00                  |
| ↳ Votanti (% su iscritti)  | ↳ Votanti (% su iscritti)            | ↳ Votanti (% su iscritti)  | 19 346                  | 58,50                   |
| ↳ Astenuti (% su iscritti) | ↳ Astenuti (% su iscritti)           | ↳ Astenuti (% su iscritti) | 13 724                  | 41,50                   |
|                            |                                      |                            |                         |                         |
|                            | Esito: collegio confermato a Lib Dem |                            |                         |                         |

Nel 2017 Orkney and Shetland divenne il seggio più sicuro per i Liberal Democratici nel Regno Unito in termini percentuali, con Alistair Carmichael che vide incrementare il proprio vantaggio sul SNP del 16% con 4.563 voti in più (19,6%).

Nel 2015 divenne l'unico collegio liberal democratico in Scozia, con Alistar Carmichael che venne riconfermato con un vantaggio molto ridotto (817 voti) davanti a Danus Skene del SNP.

### Elezioni negli anni 2000
| Partito                    | Partito                              | Candidato                  | Risultati 5 maggio 2005 | Risultati 5 maggio 2005 |
| Partito                    | Partito                              | Candidato                  | Voti                    | %                       |
| -------------------------- | ------------------------------------ | -------------------------- | ----------------------- | ----------------------- |
|                            | Lib Dem                              | Alistair Carmichael        | 9 138                   | 51,50                   |
|                            | Laburista                            | Richard Meade              | 2 511                   | 14,15                   |
|                            | Conservatore                         | Frank Nairn                | 2 357                   | 13,28                   |
|                            | SNP                                  | John Mowat                 | 1 833                   | 10,33                   |
|                            | Socialista                           | John Aberdein              | 992                     | 5,59                    |
|                            | UKIP                                 | Scott Dyble                | 424                     | 2,39                    |
|                            | Legalise Cannabis                    | Paul Cruickshank           | 311                     | 1,75                    |
|                            | Free Scotland                        | Brian Nugent               | 176                     | 0,99                    |
|                            |                                      |                            |                         |                         |
| Iscritti                   | Iscritti                             | Iscritti                   | 33 039                  | 100,00                  |
| ↳ Votanti (% su iscritti)  | ↳ Votanti (% su iscritti)            | ↳ Votanti (% su iscritti)  | 17 742                  | 53,70                   |
| ↳ Astenuti (% su iscritti) | ↳ Astenuti (% su iscritti)           | ↳ Astenuti (% su iscritti) | 15 297                  | 46,30                   |
|                            |                                      |                            |                         |                         |
|                            | Esito: collegio confermato a Lib Dem |                            |                         |                         |

| Partito                    | Partito                              | Candidato                  | Risultati 7 giugno 2001 | Risultati 7 giugno 2001 |
| Partito                    | Partito                              | Candidato                  | Voti                    | %                       |
| -------------------------- | ------------------------------------ | -------------------------- | ----------------------- | ----------------------- |
|                            | Lib Dem                              | Alistair Carmichael        | 6 919                   | 41,35                   |
|                            | Laburista                            | Robert Mochrie             | 3 444                   | 20,58                   |
|                            | Conservatore                         | John Firth                 | 3 121                   | 18,65                   |
|                            | SNP                                  | John Mowat                 | 2 473                   | 14,78                   |
|                            | Socialista                           | Peter Andrews              | 776                     | 4,64                    |
|                            |                                      |                            |                         |                         |
| Iscritti                   | Iscritti                             | Iscritti                   | 31 933                  | 100,00                  |
| ↳ Votanti (% su iscritti)  | ↳ Votanti (% su iscritti)            | ↳ Votanti (% su iscritti)  | 16 733                  | 52,40                   |
| ↳ Astenuti (% su iscritti) | ↳ Astenuti (% su iscritti)           | ↳ Astenuti (% su iscritti) | 15 200                  | 47,60                   |
|                            |                                      |                            |                         |                         |
|                            | Esito: collegio confermato a Lib Dem |                            |                         |                         |

## Risultati dei referendum

### Referendum sulla permanenza del Regno Unito nell'Unione europea del 2016
|        | Collegio            | Lasciare UE % | Rimanere in UE % |
| ------ | ------------------- | ------------- | ---------------- |
|        | Orkney and Shetland | 40,3%         | 59,7%            |
| Scozia | 38,0%               | 62,0%         |                  |
|        | Regno Unito         | 51,9%         | 48,1%            |

### Referendum sull'indipendenza della Scozia del 2014
|        | Collegio            | Voti NO | % No      | Voti SI | % Sì  |
| ------ | ------------------- | ------- | --------- | ------- | ----- |
|        | Orkney and Shetland | 19.955  | 65,4%     | 10.552  | 34,6% |
| Scozia | 2.001.926           | 55,3%   | 1.617.989 | 44,7%   |       |